# Ewa Adela Cylwik
Ewa Adela Cylwik (Varsòvia, 1984), és una assessora de la Delegació d'Europa Central de la Generalitat de Catalunya a Polònia.
És llicenciada en Dret per la Universitat de Varsòvia i té un màster amb doble especialització: Dret Constitucional i Drets Humans, i també en Dret Esportiu. Des del 2012 ha estat assessora legal en diverses organitzacions internacionals, la majoria de les quals vinculades al món de l'esport i els drets humans. És membre de la xarxa de coneixement de la radicalització (RAN), que forma part de la Comissió Europea i reuneix professionals de tot Europa que treballen en la prevenció de la radicalització.
Durant els últims cinc anys ha estat advocada i consultora independent de governs i clubs de futbol d'arreu del món en termes legals i de responsabilitat corporativa o institucional. També ha treballat a l'associació polonesa Nigdy Wiecej en el desenvolupament de projectes contra la discriminació dins les comunitats esportives, i a la Fundació Warszawski Sport amb l'objectiu de crear una estrategia per a la creació d'entitats més sostenibles i amb més responsabilitat social.
Entre els anys 2012 i 2015 va ser representant de la Football Against Racism in Europe (FARE) a la UEFA, entitat per la qual va elaborar recomanacions i informes legals. També ha participat en el disseny de la campanya internacional de la UEFA EURO 2012 per a la promoció de la diversitat en l'esport.
A més de polonès, parla català, castellà, anglès, rus i alemany.